# اب تراسلینگ
اب تراسلینگ (انگلیسی: Ab Tresling; ۴ مهٔ ۱۹۰۹ – ۲۹ اکتبر ۱۹۸۰) بازیکن هاکی روی چمن اهل پادشاهی هلند بود.